# Gian Domenico Romagnosi
Gian Domenico Romagnosi (11 de diciembre de 1761 - 8 de junio de 1835) fue un filósofo, economista y jurista italiano.

## Biografía
Gian Domenico Romagnosi nació en Salsomaggiore Terme.
Estudió derecho en la Universidad de Parma de 1782 a 1786. En 1791 se convirtió en el principal magistrado civil de Trento. A finales del siglo XVIII y principios del siglo XIX Trento fue sucesivamente bajo el dominio de Francia, Italia y Austria. En 1799 Romagnosi fue arrestado en Innsbruck durante quince meses por los austriacos a causa de su supuesta simpatía con los franceses, pero fue absuelto. En 1801 las Los franceses ocuparon Trento, y fue elevado al cargo de Secretario del Consejo Superior. Fue sucesivamente profesor de derecho en Parma, Pavía, Pisa y Milán. Después de la caída de Napoleón perdió su puesto en la universidad de Milán, pero continuó dando conferencias hasta 1817. En 1818 fue juzgado de nuevo por traición en Venecia, y de nuevo absuelto. Carlo Cattaneo fue su alumno y fue influenciado en gran medida por su pensamiento.
Murió en Milán en 1835.
Su obra más célebre es "Introduzione allo studio del diritto pubblico universale" (2 vols., Parma, 1805).

## Electromagnetismo
Aunque Romagnosi no era un científico, hizo algunos experimentos con una pila voltaica y su influencia en una brújula. Publicó dos relatos de sus hallazgos en 1802, en periódicos italianos. A veces se supone que encontró una relación entre la electricidad y el magnetismo, unas dos décadas antes del descubrimiento del electromagnetismo por Hans Christian Ørsted en 1820. Sin embargo, sus experimentos no trataron con corrientes eléctricas, y sólo mostraron que una carga electrostática de una pila voltaica podría desviar una aguja magnética.
Sin embargo, como Joseph Hamel ha señalado, El descubrimiento de Romagnosi fue documentado en el libro de Joseph Izarn, Manuel du Galvanisme (1805), donde se menciona explícitamente una corriente galvánica (courant galvanique).
También fue mencionado en la página 340 del libro de Giovanni Aldini, Essai théorique et expérimental sur le Galvanisme (1804): "Cette nouvelle propriété du galvanisme a été constatée par d'autres observateurs, et dernièrement par M. Romanesi, physicien. de Trente, qui a reconnu que le galvanisme faisait décliner l'aiguille aimantée." Eso dice: "Esta nueva propiedad del galvanismo ha sido notada por otros observadores, y últimamente por M. Romanesi, un físico. de Trente, quien reconoció que el galvanismo hizo que la aguja magnética declinara". Aldini también se estaba comunicando con Ørsted en ese momento, señala Hamel.

## Obras
- Genesi del diritto penale, 1791.
- Che cos'è uguaglianza, 1792.
- Che cos'è libertà, 1793.

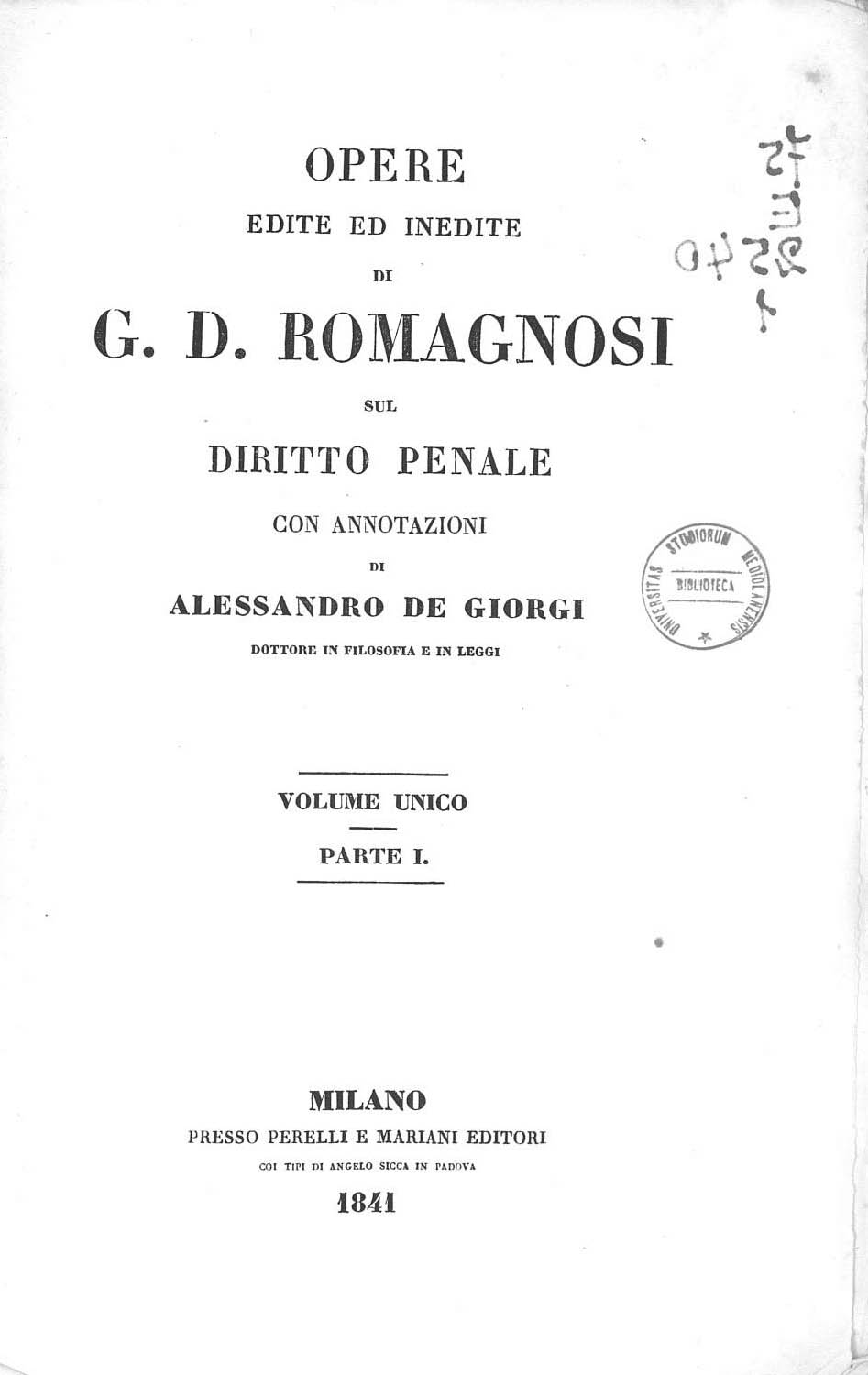
Opere, parte I, 1841

- Introduzione allo studio del diritto pubblico universale, 1803.
- Principi fondamentali di diritto amministrativo, 1814.
- Della costituzione di una monarchia nazionale rappresentativa, 1815.
- Dell'insegnamento primitivo delle matematiche, 1823.
- Della condotta delle acque, 1824.
- Che cos'è la mente sana?, 1827.
- Della suprema economia dell'umano sapere in relazione alla mente sana, 1828.
- Suprema economia dell'umano sapere, 1828.
- Della ragion civile delle acque nella rurale economia, 1829 - 1830.
- Vedute fondamentali sull'arte logica, 1832.
- Dell'indole e dei fattori dell'incivilimento con esempio del suo risorgimento in Italia, 1832.
- Collezione degli articoli di economia politica e statistica e civile, 1836 (publicado póstumamente).
- Opere (en italiano) 1. Milano: Perelli e Mariani. 1841.
- Opere (en italiano) 2. Milano: Perelli e Mariani. 1842.
- La scienza delle costituzioni, 1849
- I Discorsi Libero-Muratori di Gian Domenico Romagnosi (1761-1835), en: L'Acacia Massonica, 1949, III, n. 8, pp. 220-24 e n. 9-10, pp. 282-86.
- Scritti filosofici, 2 vols., Firenze, Le Monnier, 1960; Milán, Ceschina, 1974.